# Sandaré
Sandaré ist eine Gemeinde in Mali, im Gebiet Nioro du Sahel und der Region Kayes.

## Politik
Bei den Kommunalwahlen von 2009 in Mali wurde Monzo Ali Coulibaly (Parena) zum Bürgermeister von Sandaré gewählt. Das Wahlergebnis war strittig und wurde schließlich annulliert. Daraufhin hat die Regierung anlässlich einer Sitzung des Ministerrats beschlossen, eine Sonderkommission unter Leitung von Bacari (genannt Samba Touré), dem Unterpräfekten der Landgemeinde Sandaré, mit der Gemeindeverwaltung zu betrauen.